# Indymedia

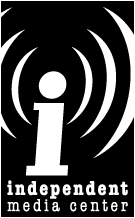

Indymedia är en samling oberoende mediaorganisationer, Independent Media Centers (IMC), som arbetar på gräsrotsnivå utan inblandning av stora företag. Det finns över ett hundra IMC världen över. Varje IMC är självstyrande, med egna mål och egen finansiering. Indymedia är samarbetsorganet för IMC-erna. IMC-sidorna är generellt socialistiska eller liberala.
Gemensamt med var IMC är att de tillämpar öppen publicering, ett koncept där alla besökare kan skriva sina egna artiklar som direkt blir tillgänglig på webbsidan. Mottot är "alla är journalister" då man menar att nyhetsrapportering aldrig kan vara objektiv och är därför en kanal för "öppet subjektiva" nyheter.

## Historia
Det första IMC bildades i november 1999 i Seattle, för att rapportera om protesterna mot Världshandelsorganisationens, WTO:s, möte där. Syftet var att aktivisterna själva skulle kunna föra sin talan, i en protest mot att ensidigt låta sig beskrivas och marginaliseras i de traditionella medierna. När webbplatsen sjösattes, november 1999, var det mellan 300 och 400 aktivister som registrerade sig, vilket var över förväntan. Under mötet i Seattle hade webbplatsen mellan 1 och 2 miljoner visningar, enligt senare beräkningar. Stora TV-bolag, exempelvis CNN, använde sig av nyheter som rapporteras via Indymedia om protesterna mot mötet i sina sändningar.
Nästa IMC bildades i Boston i februari 2000 för att rapportera från mötet om biologisk ödeläggelse. Sedan bildades en större IMC i Washington D.C. för att rapportera om protesterna mot Världsbanken och Internationella valutafonden, IMF. 

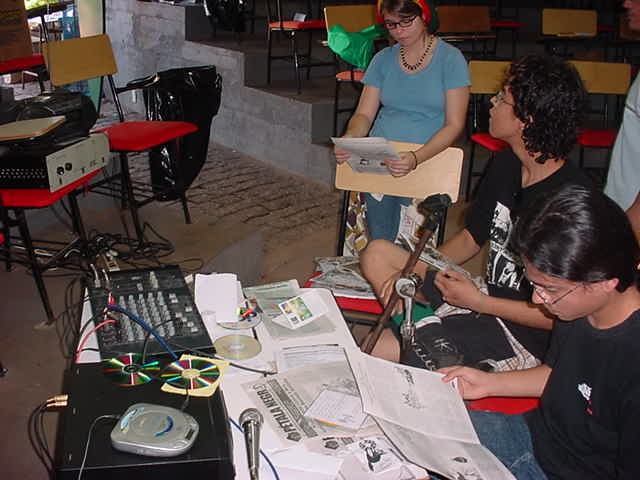
Indymedia Cuiabá, Brasilien 2004.

Efter detta startades allt fler IMC, världen över, med liknande syfte. Den 19 februari 2003 skrev Indymedia Irland bland annat att det nu finns 108 IMC runt om i världen och att på mer än ett sätt kan Indymedia idag räknas som världens största nyhetsservice.
Indymedia Sweden startade inför EU-Toppmötet i Göteborg 2001. 

## Kritik
Tidningen Expo rapporterade den 30 juli 2002 att IMC i Nederländerna kritiserades för osaklig antisemitism av Magenta, en organisation som arbetar mot rasism i Nederländerna. Magenta hotade dra IMC Holland inför rätta. Efter ytterligare påtryckningar tog IMC Nederländerna bort alla de rasistiska artiklarna.